# لشکر پنجاه و هشتم پیاده‌نظام (ورماخت)
لشکر پنجاه و هشتم پیاده‌نظام ورماخت (آلمانی: 58. Infanterie-Division) یکی از لشکرهای پیاده‌نظام ورماخت بود که در جنگ جهانی دوم حضور داشت. این لشکر در سال ۱۹۳۹ تشکیل گردید و در نبرد فرانسه و عملیات بارباروسا تا روزهای پایانی جنگ مشارکت نمود.

## تشکیل و سال‌های اولیه
لشکر پنجاه و هشتم پیاده‌نظام چند روز پیش از تهاجم آلمان به لهستان و آغاز جنگ جهانی دوم و در جریان دومین موج تسلیح مجدد آلمان ارتش آلمان در منطقه نظامی شماره ۱۰ در شمال غربی این کشور در شهرهای لونبورگ، فلنسبورگ، رندزبرگ و اولدنبورگ ایجاد شد. در این هنگام این لشکر از نیروهای ذخیره و در ابتدا از بسیاری از کهنه‌سربازان جنگ جهانی اول به علاوه تعداد اندکی از کادر معمول ارتش شکل گرفته بود. در آغاز جنگ، لشکر پنجاه و هشتم پیاده‌نظام برای محافظت از اراضی غربی آلمان با مأموریت تدافعی به مرز مشترک با فرانسه بین تری‌یر و زارلاند منتقل شد. با توجه به عدم حضور در میدان‌ها نبرد و نداشتن وظایف تهاجمی، وظیفه این لشکر در ماه‌های آغازین جنگ آموزش نیروهای جدید فراخوانده شده در منطقه محل تشکیل خود حوالی لونبورگ بود.

## سازمان
| ۱۹۳۹                                                  | ۱۹۴۴                            |
| ----------------------------------------------------- | ------------------------------- |
| تیپ ۱۵۴ پیاده‌نظام تیپ ۲۰۹ پیاده‌نظام تیپ ۲۲۰ پیاده‌نظام | تیپ ۱۵۴ گرنادیر تیپ ۲۰۹ گرنادیر |
|                                                       | گردان ۵۸ فوسیلیر                |
| تیپ ۱۵۸ توپخانه                                       |                                 |
| گردان ۱۵۸ مهندسی                                      |                                 |
| گردان ۱۵۸ ضدتانک                                      | گردان ۱۵۸ زره‌پوش‌های ضدتانک      |
| گردان ۱۵۸ شناسایی                                     |                                 |
| گردان ۱۵۸ آموزش و جایگزینی                            |                                 |
| گردان ۱۵۸ مخابرات                                     |                                 |
| گردان ۱۵۸ تدارکات                                     | گردان ۱۵۸ تدارکات               |

## تاریخچه عملیاتی

### نبرد فرانسه
در جریان نبرد فرانسه این لشکر بین دهم ماه مه تا ۲۵ ماه ژوئن سال ۱۹۴۰ میلادی در جبهه غربی جنگ جهانی دوم در قالب سپاه بیست و سوم از ارتش شانزدهم از مجموعه ارتش‌های اِی قدم در میدان‌ها نبرد گذاشت. لشکر پنجاه و هشتم پیاده‌نظام با پیشروی از شهر پرل وارد خاک لوکزامبورگ شد و از طریق شهر آرلون و با گذر از رودخانه موز خود را به شهر بمانت رساند. در مرحله دوم عملیات، با پیوستن به سپاه هشتم در تهاجم به وردن و تول مشارکت نمود و پس از آن همراه سپاه چهارم تا بیستم ماه آوریل سال ۱۹۴۱ میلادی در بلژیک تحت تصرف آلمان مستقر بود.

### عملیات بارباروسا
لشکر پنجاه و هشتم پیاده‌نظام اواخر ماه آوریل سال ۱۹۴۱ با انتقال به پروس شرقی خود را آماده تهاجم به شوروی کرد. با آغاز عملیات بارباروسا در ۲۲ ژوئن سال ۱۹۴۱، این لشکر در قالب سپاه سی و هشتم از ارتش هجدهم از مجموعه ارتش‌های شمال با یک پیشروی برق آسا، با شکستن خطوط دشمن از راه کشورهای حوزه دریای بالتیک و با گذر از باوسکا، ریگا، پسکوف و گدوو خود را به ناروا رساند. سپس با چرخش به سمت شمال از جانب شمالی دریاچه پیپوس و از طریق لوگا، کینگیسپ و پلیوسا تا حومه لنینگراد پیش رفت. از میانه سپتامبر ۱۹۴۱ نبرد بر سر این شهر که این لشکر نیز در آن مشارکت داشت، آغاز گردید.
اواخر سال ۱۹۴۱، این لشکر در کنار سایر واحدهای ورماخت مورد ضد حمله ارتش سرخ برای شکستن حصر لنینگراد قرار گرفت که توانست با وجود زمستان بسیار سرد و دمای ۲۰ تا ۳۰ درجه زیر صفر با عملیات موفقیت‌آمیز در جنوب دریاچه لادوگا اواخر ماه مارس سال ۱۹۴۲ قریب به ۱۳۰ هزار سرباز ضدحمله کننده ارتش سرخ را حوالی وولخوف به محاصره انداخته و تا اواخر ماه ژوئن همان سال با به اسارت گرفتن ۳۳ هزار نفر منهدم کند. گفته می‌شود در جریان همین محاصره، موفقیت روس‌ها در گشایش موقتی یک مسیر تدارکاتی که به گریختن عده ای از آن‌ها از محاصره منجر شد، موجب جایگزینی آلتریختر با فون گرافن به عنوان فرمانده لشکر گشت.
پس از پایان عملیات در وولخوف، لشکر پنجاه و هشتم پیاده‌نظام در ترکیب سپاه دهم تا نوامبر سال ۱۹۴۲ به جنوب منطقه تحت محاصره اورانینباوم در غرب لنینگراد فرستاده شد. این لشکر مدت یک ماه بعد را تا ماه دسامبر سال ۱۹۴۲ در استارایا روسا در موقعیت ذخیره مجموعه ارتش‌های شمال قرار گرفت.
لشکر پنجاه و هشتم پیاده‌نظام از دسامبر سال ۱۹۴۲ مجدداً در خط مقدم و این بار در منطقه دمیانسک حاضر گشت. ماه اکتبر سال ۱۹۴۳، این لشکر از نیروهای محاصره کننده لنینگراد جدا گردیده به کمک خطوط آهن راهی بخش جنوبی خط مقدم گردید. یا آگاهی یافتن سرویس اطلاعاتی آلمان از آماده‌سازی‌های ارتش سرخ برای تهاجم به مجموعه ارتش‌های شمال، مقرر شد این لشکر جزو نیروهای ذخیره ارتش شانزدهم قرار بگیرد. با این همه، شدت و زمان‌بندی تهاجم ارتش سرخ همچنان باعث غافل‌گیری آلمانی‌ها شد و پیش از آن که لشکر پنجاه و هشتم پیاده‌نظام به شکل کامل به مقصد خود برسد با تصرف شهر نِوِل به عنوان مرکز با اهمیت ارتباطی توسط روس‌ها، تنها نخستین عناصر این لشکر در محل مورد نظر مستقر شدند. با ادامه تلاش روس‌ها برای پیشروی، لشکر پنجاه و هشتم پیاده‌نظام در جناح جنوبی مجموعه ارتش‌های شمال و جانب شمالی مهاجمان روس به کار برده شد و با توجه به کافی بودن نیروی‌های آلمانی برای متوقف کردن دشمن، موفق گردید در کنار سایر واحدهای خودی، ارتش سرخ را تا ژانویه ۱۹۴۴ در شکستن خط مدافعان ناکام سازد.
با شکسته شدن محاصره لنینگراد، لشکر پنجاه و هشتم پیاده‌نظام با شتاب به سمت شمال گسیل شد تا جلوی پیشروی بیشتر روس‌ها را بگیرد و در همین زمان در نبرد بر سر ناروا حضور یافت.

#### شکست و عقب‌نشینی
سری حملات موفقیت‌آمیز تابستانه ارتش سرخ در سال ۱۹۴۴ این لشکر را در جناح جنوبی مجموعه ارتش‌های شمال به تدریج تا لتونی عقب راند. با عقب‌نشینی آلمانی‌ها از استونی و لتونی و آغاز عملیات ارتش سرخ در اوایل اکتبر ۱۹۴۴ موجب شد لشکر پنجاه و هشتم پیاده‌نظام با عقب نشستن به سمت آلمان، در منطقه ممل موضع تدافعی بگیرد. با خطر قرار گرفتن در محاصره، این لشکر توانست در ژانویه سال ۱۹۴۵ خود را از طریق نواره کورونی، به کونیگسبرگ برساند. سپهبد کورت زیورت، فرمانده این لشکر در ۱۳ آوریل ۱۹۴۵ در میدان نبرد زخمی شد و با سپردن پست فرماندهی به سرهنگ فریتس کلسینگ، از طریق دریا به شمال آلمان منتقل گردید. مابقی نیروها تا آخرین روزهای جنگ به نبرد ادامه دادند تا نهایتاً یک روز پس از تسلیم کامل دولت آلمان در مقابل دشمنانش، در همین منطقه آخرین سربازهای باقی مانده از لشکر پنجاه و هشتم پیاده‌نظام ورماخت به اسارت ارتش سرخ درآمدند.

## فرماندهان
- سپهبد ایوان هونرت، ۲۶ اوت ۱۹۳۶ تا ۴ سپتامبر ۱۹۴۱
- سپهبد فردریش آلتریختر، ۴ سپتامبر ۱۹۴۱ تا ۲ آوریل ۱۹۴۲ (دریافت نشان طلایی صلیب آلمانی در ۲۳ ژانویه ۱۹۴۲ در طول دوره فرماندهی این لشکر)
- سپهبد کارل فون گرافن، ۲۷ مارس یا ۲ آوریل ۱۹۴۲ تا ۱ مه ۱۹۴۳ (انتصاب با درجه سرهنگ (ژنرال توپخانه) و ارتقا به درجه سرلشکر در اول ژوئیه ۱۹۴۲ و سپس به درجه سپهبد در اول ژانویه ۱۹۴۳ در طول دوره فرماندهی این لشکر)
- سپهبد ویلهلم برلین، اول مه تا ۷ ژوئن ۱۹۴۳
- سپهبد کورت زیورت، ۷ ژوئن یا ۱۵ سپتامبر[۴][۳] ۱۹۴۳ تا ۱۳ آوریل ۱۹۴۵ (انتصاب با درجه سرهنگ[۴] و ارتقا به درجه سرلشکر در دسامبر ۱۹۴۳[۴]و سپس سپهبد در ژوئیه سال ۱۹۴۴[۴] و دریافت نشان صلیب شوالیه آهنین در ۲۹ فوریه ۱۹۴۴ در طول دوره فرماندهی این لشکر)